# セイ!ヤング ネクステージ
セイ!ヤング ネクステージは、文化放送で期間限定で放送されていたラジオ番組。テーマ曲は、『夜明けが来る前に』（別名：セイ!ヤングのテーマ）。

## 概要
文化放送は『吉田照美のやる気MANMAN!』を平日昼の時間帯に放送していたが、2007年3月に終了。後番組「大竹まこと ゴールデンラジオ!」を開始することが決定したが、大竹まことはシティボーイズの舞台公演『シティボーイズミックス PRESENTS「モーゴの人々」』の出演を控え、準備も含め、公演終了後まで「ゴールデンラジオ!」の放送開始がずれ込んだ。
この期間を埋める形で特別番組として放送したのが当番組である。『セイ!ヤング』『セイ!ヤング21』を過去に担当したパーソナリティ、または文化放送の番組にレギュラー出演している（過去に出演していた者も含む）パーソナリティを中心に深夜放送黄金世代を引っ張ってきた団塊世代に対して、様々な話題と音楽を提供した。

## 放送時間
2007年4月2日 - 5月2日
毎週月 - 金曜 13:00 - 15:30
コーナーは下記以外、各パーソナリティ毎に日替わり。
- 13:50、14:52：文化放送ニュース
3月22日 - 4月6日は「今日の都知事選情報」
- 13:30、14:48、15:20：交通情報
- 14:20：文化放送ラジオショッピング
- 15:05：太田英明の健康ワンポイントチェック

## 出演者
- パーソナリティ：日替わり、下記パーソナリティ一覧を参照
- アシスタント
  - 太田英明 （下記以外）（文化放送アナウンサー）
  - 鈴木純子（4月3日）（同上）
  - 水谷加奈（4月9日・16日）（同上）
  - 野村邦丸（4月16日）（同上）
  - 遠藤里沙（4月30日）（同上）

### パーソナリティ一覧
| 日付    | 出演者       | 日付    | 出演者         | 日付    | 出演者   |
| ------- | ------------ | ------- | -------------- | ------- | -------- |
| 4月2日  | さだまさし   | 4月16日 | 武田鉄矢       | 4月30日 | 小林克也 |
| 4月3日  | 竹村健一     | 4月17日 | グッチ裕三     | 5月1日  | 戸張捷   |
| 4月4日  | 甲斐よしひろ | 4月18日 | 谷村新司       | 5月2日  | 渡辺正行 |
| 4月5日  | 谷村新司     | 4月19日 | 松崎しげる     |         |          |
| 4月6日  | 林家正蔵     | 4月20日 | 南こうせつ     |         |          |
| 4月9日  | 伊東四朗     | 4月23日 | カンニング竹山 |         |          |
| 4月10日 | 田原総一朗   | 4月24日 | 戸張捷         |         |          |
| 4月11日 | 甲斐よしひろ | 4月25日 | 重松清         |         |          |
| 4月12日 | 大友康平     | 4月26日 | 立川志の輔     |         |          |
| 4月13日 | 島田洋七     | 4月27日 | 氷川きよし     |         |          |